# Турнашиця
Турнашиця (хорв. Turnašica) — населений пункт у Хорватії, в Вировитицько-Подравській жупанії у складі громади Питомача.

## Населення
Населення за даними перепису 2011 року становило 333 осіб.
Динаміка чисельності населення поселення:

## Клімат
Середня річна температура становить 11,55 °C, середня максимальна – 25,73 °C, а середня мінімальна – -5,14 °C. Середня річна кількість опадів – 795 мм.
| Клімат поселення                              | Клімат поселення | Клімат поселення | Клімат поселення | Клімат поселення | Клімат поселення | Клімат поселення | Клімат поселення | Клімат поселення | Клімат поселення | Клімат поселення | Клімат поселення | Клімат поселення | Клімат поселення |
| Показник                                      | Січ.             | Лют.             | Бер.             | Квіт.            | Трав.            | Черв.            | Лип.             | Серп.            | Вер.             | Жовт.            | Лист.            | Груд.            |                  |
| Середній максимум, °C                         | 5,67             | 7,83             | 12,54            | 17,12            | 22,35            | 25,73            | 25,59            | 25,40            | 20,39            | 15,55            | 10,08            | 4,77             |                  |
| Середня температура, °C                       | 0,27             | 2,40             | 7,15             | 11,71            | 16,93            | 20,32            | 21,92            | 21,74            | 16,73            | 11,89            | 6,42             | 1,10             |                  |
| Середній мінімум, °C                          | −5,14            | −2,99            | 1,74             | 6,32             | 11,52            | 14,91            | 18,26            | 18,08            | 13,06            | 8,24             | 2,75             | −2,56            |                  |
| Норма опадів, мм                              | 46               | 42               | 51               | 62               | 76               | 91               | 77               | 80               | 69               | 66               | 77               | 58               |                  |
| Середньомісячна швидкість вітру, м/с          | 2.23             | 2.51             | 2.89             | 2.71             | 2.48             | 2.22             | 2.20             | 2.00             | 2.02             | 2.11             | 2.22             | 2.30             |                  |
| Середньомісячна сонячна радіація, кДж/м²·день | 4097             | 6875             | 10692            | 15214            | 19330            | 21287            | 22099            | 19634            | 14448            | 9007             | 4653             | 3379             |                  |
| --------------------------------------------- | ---------------- | ---------------- | ---------------- | ---------------- | ---------------- | ---------------- | ---------------- | ---------------- | ---------------- | ---------------- | ---------------- | ---------------- | ---------------- |
| Джерело:                                      |                  |                  |                  |                  |                  |                  |                  |                  |                  |                  |                  |                  |                  |